# Dương Thu Hương
Dương Thu Hương (* 1947) je vietnamská autorka a disidentka. Tato bývalá členka vietnamské komunistické strany byla v roce 1989 ze strany vyloučena, bylo jí odepřeno právo cestovat do zahraničí a byla dočasně uvězněna za její spisy a otevřenou kritiku korupce ve vietnamské vládě.

## Mládí
Narodila se v roce 1947 v severovietnamské provincii Thai Binh a dospěla v době, kdy se násilně vyhrotila vietnamská válka. Ve věku dvaceti let, když byla studentkou Vysoké školy umění Vietnamského ministerstva kultury, se Thu Hương Dươngová v první linii dobrovolně účastnila „války proti Američanům“ v ženské brigádě mládeže. Thu Hương Dươngová strávila dalších sedm let války v džunglích a tunelech Bình Trị Thiênu, nejvíce bombardované oblasti války. Její posláním bylo „zpívat hlasitěji než bomby“ a poskytovat divadelní představení severovietnamským jednotkám, ale také se starat o raněné, pohřbívat mrtvé a doprovázet vojáky. Byla jednou ze tří přeživších ze čtyřiceti dobrovolníků v této skupině. Byla také na frontě během čínských útoků na Vietnam v roce 1979 během krátké čínsko-vietnamské války. V období po znovusjednocení Vietnamu v roce 1975 se však stále více otevřeně vyjadřovala a kritizovala represivní atmosféru vytvořenou komunistickou vládou. Když viděla podmínky na jihu ve srovnání se severem, začala se vyjadřovat proti komunistické vládě.

## Dílo
Její první romány, Hành trình ngày thơ ấu (tj. „Cesta v dětství“, 1985), Bên kia bờ ảo vọng, (tj. „Za iluzemi“, 1987),  Những thiên đường mù (tj. „Ráj slepých“, 1988) a Quãng đời đánh mất, (tj. „Ztracený život“, 1989) byly publikovány v jejím rodném Vietnamu, kde se staly bestsellery ještě před tím, než byly zakázány. Třetí byl také prvním vietnamským románem, který byl ve Spojených státech publikován v angličtině. Její další tři knihy byly Tiểu thuyết jít đề (tj. „Román beze jména“, 1991),  Vzpomínky na čisté jaro (2000), a Chốn vắng, (tj. „Země nikoho“, 2002). Francouzská vláda Thu Hương Dươngové v roce 1994 udělila Řád umění a literatury (1994). Již dříve napsala řadu povídek a scénářů. Román „Země nikoho“, který vyhrál Grand prix des lectrices de Elle (2007)), možná její nejúspěšnější, byl v konečném seznamu ceny Femina 2006 a v roce 2007 obdržel francouzskou literární cenu Grand prix des lectrices de Elle.

## Dílo a politické důsledky
Thu Hương Dươngová byla označena jako „disidentská spisovatelka“, byla vyloučena z Vietnamské komunistické strany a v roce 1991 byla na krátkou dobu uvězněna za poznámky kritizující cíle a zájmy strany a jejích členů. V současném Vietnamu to není neobvyklé; Linh Dinh ve svém úvodu do sbírky Noc, opět podrobně popisuje extrémní reakci vlády na určité subjekty – například v roce 1956 byl básník Tran Dan zatčen za kapitalizaci „On“ v krátké pasáži básně katalogizující sociální zoufalství, protože takové označení bylo vyhrazeno pro Ho Či Mina. V roce 1991 byla Le Minh Khue stále ještě kritizována za snění ženy sloužící v armádě Severního Vietnamu o úsměvu hezkého válečného zajatce z Jihu.
Ačkoli byla jedním z nejpopulárnějších vietnamských autorů, většina její beletrie je kvůli cenzuře a vládnímu monopolu vydavatelského průmyslu vydávána pouze mimo Vietnam. Její nejnovější romány ani scénáře jsou vydávána pouze mimo její rodnou zemi.
V poslední době odešla do důchodu, přičemž má nárok na důchod ve výši přibližně dvaceti amerických dolarů měsíčně a musí si vydělat na živobytí jako překladatelka a pokoušet se publikovat své romány a povídky v zahraničí. Věří však v úspěch úsilí o získání demokracie; ačkoli sama nemůže kandidovat na politickou funkci nebo organizovat konkurenční stranu, využívá své psaní k vyjádření této myšlenky.
Ve svém příběhu „Příběh herečky“ spojuje Thu Hương Dươngová své vášnivé přesvědčení o lidské svobodě s existenciální literární citlivostí.
Bê a Thom bydlí vedle sebe a stávají se nejlepšími přáteli; zatímco Bê je inteligentní a zábavná, Thom se stane kráskou města. Thom se nakonec ve snaze stát se herečkou vdá za nejslavnějšího divadelního režiséra ve Vietnamu, muže o 40 let staršího; Bê ji navštěvuje a sleduje, jak se její život rozpadá, když pracuje na svém statusu a životním snu.
Na povrchu se zdá být relativně jednoduchý příběh o tom, jak dvě dívky vyrůstají a volí si jiné životní cesty. Její jazyk a podrobnosti však prozradí hlubší úroveň tohoto jednoduchého příběhu. Kritizuje současnou společnost, kde je krása ceněna nad intelektem a peníze nad laskavostí, a upozorňuje na to, jak může mizící optimismus mládeže být tak zničující, že lidi žene k zoufalství.
Podle Thu Hương Dươngové se většina spisovatelů musí naučit, jak vyjádřit své individuální obavy v rámci skupinové mentality. Jinými slovy, jejich psaní musí odrážet jednotlivce a masy obecně způsobem schváleným stranou; Dươngová zjišťuje, že většina spisovatelů v současném Vietnamu je uvězněna v mentálním chování skupinového myšlení.
Autorka pocítila důsledky cenzury snad ještě krutěji než mnoho jejích kolegů. Její práce není obsažena v žádných vietnamských antologiích nebo sbírkách. Přestože díky románům dosáhla úspěchu a proslavila i jejich překlady v zahraničí, publikum, pro které píše ve Vietnamu a jež by detailům jejích příběhů nejlépe porozumělo, nemá často příležitost její dílo číst, s výjimkou případů, kdy je pašováno do Vietnamu.
Nicméně Thu Hương Dươngová pevně doufá v budoucnost psaní ve své zemi. Počítá s tím, že v určitém okamžiku lidé otevřou oči a uvidí, co se v její vlasti děje.
Thu Hương Dươngová se v roce 2006 přestěhovala do Paříže. V lednu 2009 vyšel její román Đỉnh Cao Chói Lọi; byl také přeložen do francouzštiny jako Au zénith (tj. „Na zenitu“). Mezi další její díla patří ve francouzštině vydané romány „Svatyně srdce“ (2011) a „Eukalyptové kopce“ (2013).

### Ceny a vyznamenání
- 1991: Prix Fémina del migliore romanzo straniero (tj. cena „za nejlepší zahraniční román“, za Ráj slepých).
- 1994: Medaglia di cavaliere delle arti e delle lettere (tj. „Medaile rytíře umění a literatury“, Francie)
- 1996: Prix Fémina del migliore romanzo straniero (za román Za iluzemi)
- 2001: Premio della Fondazione del Principe Claus per la Cultura e lo Sviluppo (tj. „Cena Nadace Prince Clause za kulturu a rozvoj“, Nizozemí)
- 2005: Oxfam Novib/PEN Award[11] (tj. cena Mezinárodního PEN klubu)
- 2005: Premio letterario Grinzane Cavour (Itálie)
- 2006: Prix Fémina del migliore romanzo straniero (za Zemi nikoho)
- 2007: Grand prix des lectrices de Elle (tj. cena časopisu Elle)
- 2009: Prix Laure Bataillon de la meilleure œuvre traduite en français (tj. cena „za nejlepší dílo přeložené do francouzštiny“ za román Na zenitu, Francie)

### Překlady děl
Mnoho z jejích prací bylo přeloženo do cizích jazyků, například do angličtiny, francouzštiny, italštiny a japonštiny. Není známo, zda některé z nich vyšlo i v češtině.